# Thomas Blondelle
Thomas Blondelle (geboren 3. Oktober 1982 in Brügge) ist ein belgischer Opern- und Operettensänger der Stimmlage Tenor, der überwiegend auf deutschen Bühnen singt.

## Leben und Werk
Thomas Blondelle studierte Gesang, Klavier und Kammermusik am Stedelijk Conservatorium seiner Heimatstadt. An der KU Leuven studierte er außerdem Musikwissenschaften. Er ist Preisträger des Viñas Gesangswettbewerb in Barcelona, der Queen Elisabeth Competition und des Internationalen Belvedere-Gesangswettbewerbs in Wien. Beim Brüsseler Gesangswettbewerb Concours Musical Reine Elisabeth des Jahres 2011 belegte er den zweiten Platz.
Bereits während seines Studiums debütierte er in der Rolle des Hans Scholl in einer Inszenierung der Weißen Rose von Udo Zimmermann am Théâtre Royal de la Monnaie in Brüssel. Erste Engagements führten ihn nach Luxemburg, Antwerpen, Toulon und drei Jahre lang als Ensemblemitglied ans Staatstheater Braunschweig, wo er sich ein breites Repertoire in Oper und Operette erarbeiten konnte. Seit 2009 ist Blondelle Ensemblemitglied der Deutschen Oper Berlin, gastiert jedoch regelmäßig im In- und Ausland. Neben dem Hessischen Staatstheater in Wiesbaden und den Staatsopern von Dresden, München und Stuttgart erhielt er auch Einladungen der Oper von Amsterdam, der Opéra national du Rhin in Straßburg, der Volksoper Wien und der Cincinnati Opera.
Regelmäßig singt er auch die großen Tenorpartien der klassischen Operetten. Beim Lehár Festival Bad Ischl übernahm er 2018 den Prinzen Sou-Chong im Land des Lächelns, in Berlin den Eisenstein und in Wiesbaden den Grafen Tassilo. Er zählt zu den wenigen Tenören der Gegenwart, deren Spektrum von Kálmán, Lehár und Strauß bis zu den Heldentenorpartien bei Wagner und Strauss reicht. 2019 und 2020 sind Jahre zahlreicher Rollendebüts, insbesondere in Wiesbaden, wo er seit Beginn der Intendanz von Uwe Eric Laufenberg zum Liebling des Publikums avancierte. Er sang in Wiesbaden unter anderen Belmonte, Lenski, den Grafen von Luxemburg, Stolzing, Herodes, Idomeneo, Titus und Candide.
Thomas Blondelle ist auch ein gefragter Konzertsänger. Er wurde zu den BBC Proms in London und zum Luzern-Festival eingeladen. Er musizierte mit dem Concertgebouw Orkest, mit New York Philharmonic und dem Orchestre de Paris, dem Vlaams Symfonieorkest, dem Saito Kinen Festival Orchester, mit den Klangkörpern von Brüssel, Monte Carlo und Stuttgart, mit dem Konzerthausorchester Berlin, dem RIAS Kammerchor und dem WDR Rundfunkorchester. Er gab auch Liederabende. In der Dortmunder Reinoldikirche übernahm er im Mai 2018 den Part des Erzählers in Massenets Oratorium Ève.

## Rollen (Auswahl)
| Berg: - Tambourmajor in Wozzeck Bernstein: - Titelpartie in Candide Bizet: - Don José in Carmen Debussy: - Pelléas in Pelléas et Mélisande Janáček: - Boris in Káťa Kabanová Kálmán: - Graf Tassilo von Endrödy-Wittemburg in Gräfin Mariza Lehár: - Titelpartie in Der Graf von Luxemburg - Prinz Sou-Chong in Land des Lächelns Mozart: - Titelpartie in Idomeneo - Belmonte in Die Entführung aus dem Serail - Don Ottavio in Don Giovanni - Tamino in Die Zauberflöte - Titelpartie in La clemenza di Tito Modest Mussorgski: - Sinowij Borissowitsch Ismailow in Boris Godunow |  | Prokofjew: - Prinz in Die Liebe zu den drei Orangen Schostakowitsch: - Sinowi in Lady Macbeth von Mzensk Johann Strauß: - Eisenstein in Die Fledermaus - Balduin in Wiener Blut Richard Strauss: - Herodes und Narraboth in Salome - Tanzmeister in Ariadne auf Naxos - Matteo in Arabella Tschaikowski: - Lenski in Eugen Onegin Verdi: - Ismaele in Nabucco - Macduff in Macbeth - Alfredo in La traviata - Cassio in Otello Wagner: - Erik in Der fliegende Holländer - Walther von der Vogelweide im Tannhäuser - Walther von Stolzing und David in Die Meistersinger von Nürnberg - Loge und Froh in Das Rheingold - Titelpartie in Parsifal |

## Soloalben
- Banalités (Fuga Libera)
- 2014 Dreams and Nightmares (mit dem Pianisten Liebrecht Vanbeckevoort)